# Pitte
ピッテ（pitte）とは、株式会社カービューが運営するスキルシェアアプリのサービス名称である。
2019年9月時点でiOS版のみのサービスとなる。

## 概要
例として、個人でドライブレコーダーやカーナビゲーションを取付できる人がそのスキルを出品し、購入者側がそのスキルを購入する。
購入が完了すると、購入者が車を持ち込んで出品者によって取付を行い、取引が完了となる。
メリットとしては、出品者のスキルを自由に価格設定できる為、場合によってはディーラーやカー用品店の工賃よりも安い価格で可能となる。
同社が提供しているみんカラのサービスだが、アカウントは共通化されていない。
pitteの会員登録は、Yahoo! JAPANのYahoo!IDと連携しており、会員登録には必ずYahoo!IDが必要になる。
作業者（出品者）登録には、運転免許証または、パスポートでの申請が必要になっているため、安全性を確保している。

## サービス内容
購入者と作業者がトークルーム（チャット）で直接交渉でき、作業前に決済をすることで現地でのお金のやり取りが発生せず、支払いがされなかったなどの
トラブルを回避できるようなシステムになっている。
現状、カード決済のみでしか支払いには対応していない。
サービスのカテゴリーは現在18カテゴリーに分けられている。
- タイヤ
- ホイール
- 板金
- 塗装・補修
- 洗車・コーティング
- 補強
- 排気系
- 内装
- 外装
- ランプ・レンズ
- カーナビ
- ドラレコ
- カーオーディオ
- アクセサリー
- 電子パーツ
- バッテリー
- ETC
- オイル
- エンジン廻り
- その他

取引の最低料金500円 - となり、保険料が300円別途かかる。
pitteのシステムを介すことで損害賠償保険が利用が可能となっており、作業者に起因する事故により損害が発生した場合に、東京海上日動が引受保険会社の損害賠償保険によって最大1億円まで損害を補償する仕組みになっている。

## 禁止事項
禁止事項は自動車分解整備事業者でないとできない作業として以下がある。
1. 原動機（エンジンを取り外して行う自動車の整備又は改造）
2. 動力伝達装置（ドライブシャフト、プロペラシャフトなどを取り外して行う自動車の整備又は改造）
3. 走行装置（フロントアクスル、ロアアームなどを取り外して行う自動車の整備又は改造）
4. かじ取り装置（タイロッドエンドなどを取り外して行う自動車の整備又は改造）
5. 制動装置（ディスクキャリパ、ブレーキドラムなどを取り外して行う自動車の整備又は改造）
6. 緩衝装置（リーフスプリングなどを取り外して行う自動車の整備又は改造）

## 沿革
- 2019年
  - 1月10日 - 事前出品者登録サイトをリリース[1]
  - 3月14日 - iOSアプリをリリース[2]
  - 3月28日 - webブラウザ版をリリース
  - 6月25日 - リクエスト機能リリース